# Attagenus schaefferi
Attagenus schaefferi is een keversoort uit de familie spektorren (Dermestidae). De wetenschappelijke naam van de soort werd in 1792 gepubliceerd door Johann Friedrich Wilhelm Herbst.